# Long Vacation
Long Vacation (ロングバケーション) là một bộ phim truyền hình của Nhật Bản được trình chiếu lần đầu trên kênh Fuji TV tại Nhật Bản từ ngày 15 tháng 4 đến ngày 24 tháng 6 năm 1996. Với tỷ suất người xem cao tại Nhật Bản, bộ phim đã gây dựng tên tuổi của Kimura Takuya ở khu vực Châu Á - Thái Bình Dương và giúp anh có được mệnh danh là "Ông hoàng rating".
Các nhân vật trong phim đều có điểm chung: nếu không thất nghiệp thì họ chẳng thể làm gì tốt hơn ngoài việc kiếm một công việc tạm thời. Đây là bức tranh miêu tả về thời kỳ Nhật Bản chìm trong suy thoái kinh tế nặng nề, khi người dân của họ phải chịu đựng trầm cảm nặng do liên tục không kiếm được thu nhập ổn định. Bộ phim cũng miêu tả cách các mối quan hệ được hình thành và tan vỡ, đồng thời khám phá cách mọi người dựa vào nhau để được an ủi.

## Tóm tắt nội dung
Minami và Sena gặp nhau sau khi bạn cùng phòng của Sena là Asakura bỏ rơi Minami trong ngày cưới của họ. Minami biết được từ Sena rằng Asakura rời đi mà chẳng rõ tung tích. Sena cho phép Minami chuyển đến căn hộ, do cô trong tình trạng không một xu dính túi vì đã đưa hết tiền cho Asakura và không thể trả tiền thuê căn hộ của mình.
Đây là khởi đầu của mối tình lãng mạn giữa Sena và Minami. Minami và Sena tâm sự và an ủi nhau về những vấn đề tình cảm của họ cũng như những thất bại trong cuộc sống. Sena phải lòng đàn em của mình là Ryoko. Tuy nhiên, Ryoko lại không có tình cảm với anh mà lại đem lòng yêu Shinji, em trai của Minami.
Minami gặp một nhiếp ảnh gia chuyên nghiệp tên là Sugisaki và được anh này ngỏ lời cầu hôn. Mặc dù Sugisaki phù hợp với hình mẫu lý tưởng của Minami nhưng cô lại cảm thấy chưa chắc chắn về cảm xúc của mình. Trong khi đó, Sena có cơ hội chiến thắng trong một cuộc thi dương cầm và đến Boston và tham gia dàn nhạc giao hưởng. Sau khi giành chiến thắng trong cuộc thi, anh cầu hôn Minami và hai người cùng đến Boston.

## Phân vai

### Nhân vật chính
- Kimura Takuya vai Sena Hidetoshi (24 tuổi):[3][4] 
Nhân vật chính của tác phẩm. Sau khi tốt nghiệp Đại học Nghệ thuật Nihon, anh đã trượt kỳ thi tuyển sinh cao học, anh kiếm sống bằng nghề dạy nhạc và hút thuốc qua ngày. Anh là bạn cùng phòng của Asakura (vị hôn phu cũ của Hayama Minami) và sau này sống chung với Minami. Từ phía nam, anh đôi khi được gọi là "Ayrton" theo tên tay đua nổi tiếng thế giới Ayrton Senna. Anh có tính cách nhút nhát và chưa bao giờ chơi đàn cho bất kì ai nghe. Nghệ sĩ dương cầm yêu thích của anh là Glenn Gould (khi rời Nhật Bản, Gould đã tặng Takako một đĩa CD  của mình làm quà). Tên nhân vật bắt nguồn từ tiểu thuyết gia Sena Hideaki, nổi danh với tác phẩm Parasite Eve.
- Yamaguchi Tomoko vai Hayama Minami (31 tuổi):[4][5] 
Nhân vật nữ chính của tác phẩm. Sau khi bị vị hôn phu Asakura bỏ mặc, cô đến căn hộ của Sena (bạn cùng phòng của Asakura). Cô từng làm người mẫu của GND Promotion, định sẽ giải nghệ người mẫu sau khi kết hôn, nhưng kế hoạch của cô đã đổ bể. Do tuổi không còn trẻ, cô bị sa thải khỏi nghề người mẫu và đi làm trợ lý nhiếp ảnh cho Sugisaki Tetsuya. Cô xuất thân từ tỉnh Gifu, từng là hoa hậu sông Nagara. Khi giới thiệu bản thân, cô luôn nói: "Tôi tên là Minami theo Minami Haruo!". Cô có tính cách sáng dạ và giàu sức sống, nhưng đôi khi nói những lời thừa thãi. Cô từng nghiện hút thuốc, giờ đã bỏ thuốc. Mẹ Minami ở nhà gửi cho cô món đặc sản cá nước ngọt luộc, thỉnh thoảng gọi điện nói muốn nhìn mặt cháu nhưng cô mặc kệ.

### Nhân vật phụ
- Takenouchi Yuka vai Hayama Shinji (24 tuổi):[4] 
Cậu là em trai của Minami và một người nghiện hút thuốc. Cậu sinh ngày 11 tháng 12 năm 1971 và có nhóm máu O, đang hẹn hò với Himuro. Cậu khá ra dáng một tay chơi, nhưng con người thật thì lại thuần khiết và tinh tế. Cậu thường bỏ trốn khi giáp mặt với phụ nữ. Mặc dù mất liên lạc với Minami, song cậu đã đoàn tụ với chị mình lần đầu tiên sau 5 năm, rồi bắt đầu làm ông chủ kiêm nhân viên pha chế tại câu lạc bộ "Teatron". Mặc dù có vẻ ngoài phóng túng và tốt tính, song đôi khi cậu ấy bị Minami và Momoko gọi là "Sanimal Shinji" vì cậu ăn nói nhỏ nhẹ và hay tán tỉnh. Trái ngược với ngoại hình, chuyên môn của cậu là chơi dương cầm, và cậu đã chọn chơi một đoạn nhạc từ "Heroic Polonaise" của Chopin trước mặt Sena, làm anh ngạc nhiên trước kỹ năng chơi đàn của cậu. Trước đây, cậu từng học chơi dương cầm cổ điển nhưng đã bỏ chơi, giờ đây cậu thỉnh thoảng chơi đàn như một thú vui tại "Teatron".
- Inamori Izumi vai Koishikawa Momoko:[4] 
Cô là đàn em của Minami và người mẫu trực thuộc GND Promotion. Cô ngưỡng mộ Minami và hai người thường trò chuyện cùng nhau, và ngay cả sau khi Minami giải nghệ người mẫu thì họ vẫn gặp nhau. Cô có những lời nói và hành động đôi khi hơi khó nắm bắt, nhưng lại có tính cách vui vẻ mà không hề mỉa mai chút nào. Cô có một nhân vật bí ẩn tự xưng là chủ nhân một con voi màu hồng (tên là Hanako) trong đầu mình. Cô thích nói chuyện phiếm, song lại có khả năng quan sát nhạy bén, và Momoko thường nói thẳng vào vấn đề. Cô có tinh thần tự do khi nói đến tình cảm với người khác giới và kiểu yêu thích của cô là "Tôi muốn ngủ vào lúc này." Ngoài ra, chiếc xe yêu thích của cô là Volkswagen Golf (đời thứ 3).
- Matsu Takako vai Okusawa Ryoko:[4] 
Cô là sinh viên năm thứ hai tại Đại học Nghệ thuật Nihon và là đàn em của Sena. Cô là kiểu cô gái trẻ tinh tế và gọn gàng. Tuy nhiên, có những lúc cô không để tâm đến người khác, chẳng hạn như khi hỏi Sena ở nơi công cộng, "Anh có thích em không?" Tại các trường đại học và các cuộc thi piano, cô được kỳ vọng sẽ trở thành đối tượng gây sốt trong giới tài năng trẻ. Lúc đầu, cô không có ấn tượng tốt về Shinji vì cậu hay tán tỉnh và hơi tự cao, nhưng họ phải lòng nhau sau một buổi chơi đàn dương cầm điện tại câu lạc bộ "Teatron", và dần dần bắt đầu đến với nhau. Bài hát yêu thích của cô là bài "Philosophy" của ban nhạc Ben Folds Five
- Ryōu vai Himuro Rumiko:[4] 
Cô là một nhà thiết kế nội thất. Cô gặp Shinji tại sân vận động và hai người đang hẹn hò. Cô cùng với Shinji làm việc tại câu lạc bộ "Teatron". Cô yêu Shinji và luôn muốn ở bên anh. Cô quản lý tiền của hai người, kể cả việc chung sống với Shinji. Cô có tính cách tự lập và thích ăn trứng rán với nửa lòng đỏ sống.

## Tập phim
| TT. | Tiêu đề                           | Đạo diễn        | Biên kịch      | Ngày phát sóng gốc  |
| --- | --------------------------------- | --------------- | -------------- | ------------------- |
| 1 | "Người phụ nữ này là ai"          | Nagayama Kozo   | Kitagawa Eriko | 15 tháng 4 năm 1996 |
| Hayama Minami, một người mẫu buồn rầu sau khi bị hôn thê bỏ rơi vào ngày cưới của cô) buộc phải sống cùng bạn cùng phòng, nghệ sĩ dương cầm tẻ nhạt Sena Hidetoshi. Cuộc sống của Sena bị xáo trộn bởi những lời nhận xét hài hước nhưng đôi khi thiếu tế nhị của Minami, và một ngày nọ, họ vướng vào một cuộc cãi vã. Khi Minami tức giận chuẩn bị bỏ đi, Sena phát hiện ra hôm đó là sinh nhật của cô ấy và làm hòa với cô bằng cách chơi bài Happy Birthday trên đàn dương cầm. |                                   |                 |                |                     |
| 2 | "Nước mắt của cô ấy"              | Nagayama Kozo   | Kitagawa Eriko | 22 tháng 4 năm 1996 |
| Sena thiếu tự tin vào bản thân và đem lòng yêu đơn phương với cô sinh viên khóa dưới Ryoko Okusawa. Một ngày nọ, Minami trong lúc say xỉn đã chế nhạo hai người họ, làm cho Sena bị tổn thương. Bất chấp hi vọng mong manh rằng hôn thê của mình sẽ quay lại, Minami chán nản khi biết rằng việc đính ước của cô với Asakura đã bị hủy qua tấm bưu thiếp gửi cho Sena. Khi thấy cô bạn của mình buồn bã như vậy, Sena khích lệ Minami bằng lời nói rằng mỗi khi cuộc sống gặp bế tắc, hãy xem đó là "một kỳ nghỉ mà Thượng đế ban tặng". Bất chấp những rắc rối trong lúc sống chung, hai người nương tựa nhau và trở thành những người bạn không thể thay thế. |                                   |                 |                |                     |
| 3 | "Trái tim thuần khiết của anh ấy" | Nagayama Kozo   | Kitagawa Eriko | 29 tháng 4 năm 1996 |
| Sena được Ryoko động viên tham gia một cuộc thi âm nhạc sắp tới, song anh từ và nói: "Tôi thấy bây giờ chưa phải lúc đánh giá bản thân." Trong lúc ấy Shinji (em trai của Minami vừa chuyển đến Tokyo) mở câu lạc bộ và Minami đưa Sena đến câu lạc bộ để anh có thể phát triển tình cảm với Ryoko. Tuy nhiên, bất chấp Sena vốn là người không tích cực tán Ryoko, anh và Shinji nảy sinh bất hòa và đánh nhau, sau đó Sena và Minami rời khỏi câu lạc bộ. |                                   |                 |                |                     |
| 4 | "Tin đồn về cô ấy"                | Suzuki Masayuki | Kitagawa Eriko | 6 tháng 5 năm 1996  |
| Sena lo lắng khi hay tin Shinji ở trong phòng Ryoko đến tận khuya, nhưng cảm thấy nhẹ nhõm khi Minami chia sẻ sau khi cô nghe tâm sự trực tiếp từ Ryoko. Khi Sena gặp Ryoko tại buổi hẹn hò tiếp theo, anh cố hôn cô, nhưng vì do dự nên anh bị cô cự tuyệt vào bảo rằng anh "không gặp may". Minami biết được Sena sẽ gặp Ryoko tại nhà mình vào ngày mai và chính thức tỏ tình với cô ấy, vì vậy cô tình nguyện đóng vai Ryoko và tham gia một buổi diễn tập. Khi bí mật chứng kiến màn tỏ tình của Sena, Minami cảm thấy đôi chút cô đơn. |                                   |                 |                |                     |
| 5 | "Lời tỏ tình"                     | Suzuki Masayuki | Kitagawa Eriko | 20 tháng 5 năm 1996 |
| Sau khi xem một bộ phim với Ryoko vào ngày hôm đó, Sena tỏ tình thành công và sau khi kết thúc buổi hẹn hò, anh bàn với Ryoko về ấn tượng của mình với cô ấy, nhưng cô lại đồng cảm với anh lắm, nhưng vẫn nhất trí với anh. Minami hưng phấn nói với Sena rằng cô đã được Sugisaki Tetsuya (một nhiếp ảnh gia mà cô mới gặp) mời đến một chương trình trực tiếp nọ. Sena nhận được một cuộc gọi từ Ryoko vào lúc nửa đêm và hỏi, "Chúng ta có thể gặp nhau bây giờ không?" |                                   |                 |                |                     |
| 6 | "Nụ hôn"                          | Usui Yuji       | Kitagawa Eriko | 20 tháng 5 năm 1996 |
| Sena buồn bã khi được Ryoko tiết lộ rằng cô đang thích người khác; sau khi trở về nhà, Minami động viên anh rằng anh có một cây dương cầm ở bên nên sẽ ổn thôi. Sau khi bị trượt phỏng vấn Minami được Sugisaki mời làm trợ lý nhiếp ảnh. Khi Sena phát hiện ra rằng người mà Ryoko yêu là Shinji, anh đã tạo điều kiện để cô thổ lộ với Shinji; sau khi lắng nghe câu chuyện vào đêm đó, Minami an ủi Sena khi nói "anh là một người tốt" và hai người hôn nhau. |                                   |                 |                |                     |
| 7 | "Mất ngủ"                         | Nagayama Kozo   | Kitagawa Eriko | 27 tháng 5 năm 1996 |
| Sena và Minami nhận thức về nụ hôn đêm qua, nhưng sau khi làm mất cuộn phim mà Sugisaki giao cho để đưa đến văn phòng, cô đã mất cả ngày tìm khắp thành phố nhưng không thấy. Khi Minami đến văn phòng, chuẩn bị chịu trách nhiệm và nghỉ việc, thì cô nhẹ nhõm khi biết có người đã nhặt được cuộn phim của Sugisaki và trao lại cho anh. Minami làm việc qua đêm với Sugisaki rồi kịp nộp bản thảo cho ngày hôm sau, và anh tỏ tình với cô: "Anh thấy buồn khi thấy em luôn làm việc hết mình, song cũng buồn vì anh thích em". |                                   |                 |                |                     |
| 8 | "Chào buổi sáng"                  | Nagayama Kozo   | Kitagawa Eriko | 3 tháng 6 năm 1996  |
| Sau khi trở về nhà vào sáng sớm, Minami giới thiệu Sena với Sugisaki, sau khi anh này đến gửi món đồ mà cô bỏ quên. Cô thầm cảm thấy rằng phải bí mật chấm dứt việc chung phòng. Khi Sena quyết định tham gia "cuộc thi nhạc cổ điển Onwado", Sugisaki kể với Minami rằng anh đã ly hôn và có con với vợ cũ. Cô bắt đầu tự học kỹ thuật chụp ảnh. Minami và Sena ăn chung bữa tối cuối cùng, nhưng họ lại xảy ra xích mích, và sáng hôm sau cô nói lời tạm biệt và rời phòng mà không mang pháo hoa cô mua để hai người làm kỷ niệm. |                                   |                 |                |                     |
| 9 | "Nước mắt của Sena"               | Usui Yuji       | Kitagawa Eriko | 10 tháng 6 năm 1996 |
| Sau khi bị thầy dạy mới đánh giá khắt khe trước cuộc thi, Sena cảm thấy tài năng của mình có hạn nên ngừng chơi đàn và bỏ công việc bán thời gian tại trường dạy nhạc. Sau khi nghe tin từ Shinji, Minami thuyết phục Sena đừng bỏ chơi đàn, nhưng anh trả lời: "Trừ khi có phép màu xảy ra, tôi sẽ không thể chơi nó tốt hơn được nữa." Vì không thỏa mãn, Minami mua một cây đàn dương cầm điện và tập chơi một bài hát mà cô nhớ anh từng chơi cho mình nghe trong một tuần. Thấy được phép màu và xúc động trước màn thể hiện của Minami, Sena một lần nữa bị cô thuyết phục để lấy lại niềm đam mê với dương cầm. |                                   |                 |                |                     |
| 10 | "Tình yêu cuối cùng"              | Suzuki Masayuki | Kitagawa Eriko | 17 tháng 6 năm 1996 |
| Vào ngày diễn ra vòng sơ loại của cuộc thi, Minami nghe thấy tiếng đàn của Sena và hồi tưởng lại những ngày họ sống chung. Sau khi đỗ vòng loại vào ngày hôm sau, Sena chia sẻ nói với Minami rằng anh sẽ đến Boston nếu giành chiến thắng cuộc thi, và cô thì bị sốc khi nhận được lời cầu hôn của Sugisaki. Sau khi đề nghị đợi vài ngày để phản hồi lời cầu hôn của Sugisaki, rồi sau đó hai người sẽ đi ăn và chơi cùng nhau, nhưng trong lòng Minami cảm thấy thổn thức. Khi Sena ở một mình trên sân thượng của căn hộ nơi mà Minami bỏ lại pháo hoa, cô xuất hiện trước anh và nói, "Em đến để hôn anh," rồi cả hai trao nhau một nụ hôn. |                                   |                 |                |                     |
| 11 | "Kết thúc do trời định"           | Nagayama Kozo   | Kitagawa Eriko | 24 tháng 6 năm 1996 |
| Minami nhận ra rằng Sena mới là người thực sự yêu cô, và đêm đó hai người đã qua đêm cùng nhau. Ít hôm sau, Minami lại đến thăm phòng của Sena, nhưng cuộc trò chuyện đã trở thành cãi vã. Cô nói: "Tại sao anh không đến Boston?" và bắt đầu nghĩ đến việc làm nhiếp ảnh gia. Sena quyết định đối mặt với vòng chung kết để định đoạt tương lai sự nghiệp chơi dương cầm và cả mối quan hệ của anh với Minami. Anh nói với cô rằng "kỷ nghỉ dài đã khép lại" và trao cho cô tấm vé dự khán vòng chung kết của cuộc thi. Vào hôm diễn ra đêm thi chung kết, Sena đã biểu diễn hết mình trong lúc mường tượng tình cảm của mình dành cho Minami. Theo kết quả của cuộc thi, Minami biết được rằng Sena đã giành giải lớn và quyết định đến Boston. Sau khi không tìm thấy Minami trong khán phòng, Sena chạy quanh thành phố trong bộ trang phục lúc anh biểu diễn và đuổi kịp cô, anh nói: "Đôi ta hãy cùng đến Boston nhé." Và cô trao anh nụ hôn thay cho câu trả lời. |                                   |                 |                |                     |

## Sản xuất
Theo biên kịch Kitagawa Eriko, các tựa phim từng được đề xuất đặt là Hoshi ni Negai wo và Toshiue no on'na. Tựa đề Long Vacation do chính bà đặt. Tòa nhà được sử dụng làm địa điểm ghi hình cho căn hộ của Sena (tòa số 1-8 Shinohashi, Koto-ku, Tokyo) được gọi là "Senaman" và được nhiều khán giả ghé thăm trong và sau khi bộ phim được trình chiếu. Tòa nhà đã bị phá bỏ sau khi phim hoàn tất và một tòa nhà chung cư đã được xây dựng trên khu đất này. Cầu Shin Onhashi bắc qua sông Sumida (gần tòa nhà trên) cũng thường xuyên xuất hiện trong phim. 
Ban đầu, truyện phim định để kết là hai nhân vật chính bị chia cắt, nhưng theo đề xuất của người xem, nó đã được thay đổi thành truyện phim để hai người đến với nhau. Bài nhạc hiệu của bộ phim là "La La La Love Song" của Kubota Toshinobu.

### Tuyển diễn viên
Kimura là thành viên của nhóm nhạc SMAP, còn Yamaguchi Tomoko từng xuất hiện trong các chương trình ăn khách như 29-sai no Christmas và Double Kitchen. Phim đã góp phần tạo dựng tên tuổi của hai diễn viên này, đưa họ vào hàng ngũ minh tinh nổi tiếng ở Nhật lúc bấy giờ; chẳng hạn như giúp Kimura có được mệnh danh "Ông hoàng Rating". Vào ngày phát sóng tập cuối, Kimura và Yamaguchi đã xuất hiện trực tiếp từ Luân Đôn trên chương trình tin tức buổi tối FNN Super Time để quảng bá cho tập phim.

## Truyền thông
Các sản phẩm liên quan đến bộ phim cùng vô cùng đắt khách. Long Vacation được phát hành trên DVD tại Nhật Bản vào ngày 21 tháng 11 năm 2001. Vào thời điểm ra mắt, 5000 đĩa DVD đầu tiên có đính kèm một tập sách nhỏ giới hạn. Tính đến cuối tháng 11 năm 1996, các nhạc phẩm soundtrack của bộ phim đã tiêu thụ được 1,03 triệu bản. Tổng doanh số của 7 album liên quan mà Toshiba EMI (nay là EMI Music Japan) phát hành, tính cả album soundtrack kể trên, đã vượt mốc 1,6 triệu bản. Đĩa CD dương cầm của Glenn Gould (mà Sena nhắc là đĩa CD yêu thích của anh) đã bán ra 4000 bản/tháng, còn đĩa soundtrack gốc của phim cũng bán ra 60.000 bản sau một tháng ra mắt. Tính đến cuối tháng 11 năm 1996, toàn bộ 6 tệp đĩa DVD của phim đã bán ra 250.000 bản. Phiên bản tiểu thuyết của Long Vacation được chắp bút bởi Kitagawa Eriko cũng tiêu thụ 150.000 bản trong một tuần.

### DVD
- Long Vacation DVD-BOX（Pony Canyon, phát hành ngày 21 tháng 11 năm 2001）

### VHS
- Long Vacation Vol.1（Pony Canyon, phát hành ngày 21 tháng 6 năm 1996）
- Long Vacation Vol.2・Vol.3（Pony Canyon, phát hành ngày 3 tháng 7 năm 1996）
- Long Vacation Vol.4・Vol.5（Pony Canyon, phát hành ngày 19 tháng 7 năm 1996）
- Long Vacation Vol.6（Pony Canyon, phát hành ngày 7 tháng 8 năm 1996）

### Đĩa soundtrack gốc
- CAGNET 'Long Vacation' Original Soundtrack（EMI Music phát hành ngày 28 tháng 5 năm 1996, mã sản phẩm：TOCT-9454）
- Section-S「ON AND ON（'Long Vacation' Original Soundtrack 2（EMI Music Japan phát hành ngày 26 tháng 6 năm 1996, mã sản phẩm：TOCT-4047）
- CAGNET「Here We Are Again〜'Long Vacation' Original Soundtrack 3（EMI Music Japan phát hành ngày 17 tháng 7 năm 1996, mã sản phẩm：TOCT-9541）
- CAGNET 'Long Vacation' Original Soundtrack Special Box（EMI Music Japan phát hành ngày 16 tháng 10 năm 1996, mã sản phẩm：TOCT-9691/4）

### Sách
- Sách
  - Long Vacation của Kitagawa Eriko（Kadokawa Shoten, 1996, ISBN 978-4048729604）
- Bìa cứng
  - Long Vacation của Kitagawa Eriko（Kadokawa Shoten, 1998, ISBN 978-4041966044）
- Sách phác thảo
  - Long Vacation của Kitagawa Eriko <Tập 1>（Shinpusha Bunko, 2004, ISBN 978-4797492477）
  - Long Vacation của Kitagawa Eriko <Tập 2>（Shinpusha Bunko, 2004, ISBN 978-4797492484）

## Phát sóng
Phim từng được phát sóng ở Hồng Kông. Tại Hoa Kỳ, phim từng được phát sóng qua KTSF TV với phụ đề tiếng Anh.
Ngày 22 tháng 7 năm 2020, Viu thông báo rằng họ đã mua được quyền phát trực tuyến Long Vacation ở Đông Nam Á bằng phụ đề theo khu vực, bên cạnh các bộ phim truyền hình như Love Generation, A Sleeping Forest, The Ordinary People, Hundred Million Stars From The Sky và loạt Hero.

## Đón nhận

### Tỷ suất người xem
| Thứ tự (tập)                                                                                 | Ngày phát sóng      | Tên tập                         | Đạo diễn        | Tỷ suất người xem |
| -------------------------------------------------------------------------------------------- | ------------------- | ------------------------------- | --------------- | ----------------- |
| 1                                                                                            | 15 tháng 4 năm 1996 | Người phụ nữ này là ai?         | Nagayama Kozo   | 30,6%             |
| 2                                                                                            | 22 tháng 4 năm 1996 | Nước mắt của cô ấy              | Nagayama Kozo   | 28,3%             |
| 3                                                                                            | 29 tháng 4 năm 1996 | Trái tim thuần khiết của anh ấy | Nagayama Kozo   | 29,0%             |
| 4                                                                                            | 6 tháng 5 năm 1996  | Tin đồn về cô ấy                | Suzuki Masayuki | 27,6%             |
| 5                                                                                            | 13 tháng 5 năm 1996 | Lời tỏ tình                     | Suzuki Masayuki | 27,9%             |
| 6                                                                                            | 20 tháng 5 năm 1996 | Hôn                             | Usui Yuji       | 25,5%             |
| 7                                                                                            | 27 tháng 5 năm 1996 | Mất ngủ                         | Nagayama Kozo   | 27,7%             |
| 8                                                                                            | 3 tháng 6 năm 1996  | Chào buổi sáng                  | Nagayama Kozo   | 29,9%             |
| 9                                                                                            | 10 tháng 6 năm 1996 | Nước mắt của Sena               | Usui Yuji       | 29,1%             |
| 10                                                                                           | 17 tháng 6 năm 1996 | Tình yêu cuối cùng              | Suzuki Masayuki | 28,6%             |
| 11                                                                                           | 24 tháng 6 năm 1996 | Kết thúc do trời định           | Nagayama Kozo   | 36,7%             |
| Tỷ suất người xem trung bình: 29,6% (tỷ suất người xem ở khu vực Kantō, theo Video Research) |                     |                                 |                 |                   |

Các tập phim có tỷ suất người xem trung bình là 29,5%; tỷ suất tập cuối là 36,7% (có lúc đạt tới 43,8%).  Khi bộ phim ra mắt tại Nhật Bản, tác phẩm đã được khán giả nữ yêu thích đến mức ra đời hiện tượng Phụ nữ công sở biến mất khỏi đường phố vào Thứ Hai (月曜日はOLが街から消える Getsuyōbi wa OL ga machi kara kieru). Từ đó cơn sốt của phim được gọi "hiện tượng Lon-bake" (hay Ron-bake, hoặc Lombake), chẳng hạn như gia tăng đột biến số lượng nam giới bắt đầu học chơi dương cầm. Theo một nghiên cứu do NHK thực hiện năm 2009, phần lớn người xem là thanh thiếu niên (13 tuổi trở lên), chiếm 40% người xem, nhóm thứ hai là những người ở độ tuổi 20 với 34%.
Long Vacation được xếp vào hàng kinh điển của phim ảnh Nhật Bản, được khán giả nước này và một số quốc gia khác ở châu Á yêu thích. Chẳng hạn như ở Hồng Kông, bộ phim phổ biến với khán giả nơi đây nhờ các bản sao VCD lậu được bán tại đây trước khi bộ phim được trình chiếu hợp pháp.
Theo Television, Japan and Globalization, chủ đề tìm kiếm hạnh phúc được thể hiện qua Minami khi cô nhắc đến quyền tự mình tìm kiếm hạnh phúc thay vì kết hôn. Quan điểm này chú trọng vào cuộc sống của con người khi họ đi tìm ý nghĩa của hiện sinh.

### Giải thưởng
| Năm  | Giải thưởng                                      | Tên đề cử        | Hạng mục                          | Kết quả   | Nguồn         |
| ---- | ------------------------------------------------ | ---------------- | --------------------------------- | --------- | ------------- |
| 1996 | Giải Viện Hàn lâm truyền hình Nhật Bản lần thứ 9 | Long Vacation    | Phim truyền hình xuất sắc nhất    | Đoạt giải | [ 22 ] [ 23 ] |
| 1996 | Giải Viện Hàn lâm truyền hình Nhật Bản lần thứ 9 | Kimura Takuya    | Nam diễn viên chính xuất sắc nhất | Đoạt giải | [ 22 ] [ 23 ] |
| 1996 | Giải Viện Hàn lâm truyền hình Nhật Bản lần thứ 9 | Yamaguchi Tomoko | Nữ diễn viên chính xuất sắc nhất  | Đoạt giải | [ 22 ] [ 23 ] |
| 1996 | Giải Viện Hàn lâm truyền hình Nhật Bản lần thứ 9 | Takenouchi Yuka  | Nam diễn viên phụ xuất sắc nhất   | Đoạt giải | [ 22 ] [ 23 ] |
| 1996 | Giải Viện Hàn lâm truyền hình Nhật Bản lần thứ 9 | Inamori Izumi    | Nữ diễn viên phụ xuất sắc nhất    | Đoạt giải | [ 22 ] [ 23 ] |
| 1996 | Giải Viện Hàn lâm truyền hình Nhật Bản lần thứ 9 | Matsu Takako     | Diễn viên mới xuất sắc nhất       | Đoạt giải | [ 22 ] [ 23 ] |
| 1996 | Giải Viện Hàn lâm truyền hình Nhật Bản lần thứ 9 | Kitagawa Eriko   | Kịch bản xuất sắc nhất            | Đoạt giải | [ 22 ] [ 23 ] |
| 1996 | Giải Viện Hàn lâm truyền hình Nhật Bản lần thứ 9 | Yamaguchi Tomoko | Trang phục đẹp nhất               | Đoạt giải | [ 22 ] [ 23 ] |

## Di sản
Ngày 10 tháng 4 năm 2017, Kimura đã đến thăm sông Sumida bằng thuyền cùng với Akashiya Sanma như một phần của chuyến hành hương đến vùng đất linh thiêng trong chương trình Santaku được phát sóng vào ngày 10 tháng 4. Trong chương trình, địa điểm được giới thiệu là bối cảnh cho Long Vacation, Danjo Shichinin Aki Monogatari và Danjo Shichinin Natsu Monogatari.
Nửa đầu năm 2018, ở tập thứ 65 (ngày 15 tháng 6) của sê-ri Hanbun, Aoi thuộc chuỗi chương trình dài kỳ Renzoku Terebi Shōsetsu của NHK (cũng do Kitagawa Eriko chắp bút), cảnh quay từ phim truyền hình Long Vacation đã xuất hiện. Một cảnh tương tự như cảnh bóng nảy trong tập đầu tiên được vẽ ra, và một bài hát tương tự bài "La La La Love Song" cũng được phát (mặc dù thời gian ghi lại là năm 1992, trước khi bộ phim được sản xuất). Ca khúc được chọn làm bài nhạc hiệu thứ hai của Hanbun, Aoi. Ngoài ra, vào ngày 11 tháng 7, Moriyama Ryoji (bạn diễn sau này của Tomoko) đã hát và trình bày "Sobani Iteyo" của Cagnet (đây là một bài hát được lồng vào phim Long Vacation).
Năm 2019, khi chuyển sang thời kỳ Lệnh Hòa, số người biết đến hiện tượng "Lon-bake" và quan tâm đến Long Vacation sau khi xem Kimura Takuya diễn trong Grand Maison Tokyo đã tăng lên, và sau khi biên kịch bộ phim là Kitagawa Eriko đến xem buổi hòa nhạc solo của Kimura Takuya, số lượng tweet trả lời mong đợi một "phần tiếp theo" cũng tăng lên. Ngày 11 tháng 11 năm 2019, Fuji TV thông báo rằng các bức ảnh và đạo cụ của bộ phim đã được trưng bày tại Trụ sở chính của Fuji TV ở Odaiba để ghi dấu những tác phẩm truyền hình nổi tiếng nhất ở thời kỳ Bình Thành của đài trong một cuộc triển lãm cho đến tháng 1 năm 2020.